# Rhipidomys
A Rhipidomys az emlősök (Mammalia) osztályának rágcsálók (Rodentia) rendjébe, ezen belül a hörcsögfélék (Cricetidae) családjába tartozó nem.

## Rendszerezés
A nembe az alábbi 18 faj tartozik:
- Rhipidomys austrinus Thomas, 1921
- Rhipidomys cariri Tribe, 2005
- Rhipidomys caucensis J. A. Allen, 1913
- Rhipidomys couesi J. A. Allen & Chapman, 1893
- Rhipidomys emiliae J. A. Allen, 1916
- Rhipidomys fulviventer Thomas, 1896
- Rhipidomys gardneri Patton, da Silva, & Malcolm, 2000
- Rhipidomys latimanus Tomes, 1860
- Rhipidomys leucodactylus Tschudi, 1845 - típusfaj
- Rhipidomys macconnelli De Winton, 1900
- Rhipidomys macrurus Gervais, 1855
- Rhipidomys mastacalis Lund, 1840
- Rhipidomys modicus Thomas, 1926
- Rhipidomys nitela Thomas, 1901
- Rhipidomys ochrogaster J. A. Allen, 1901
- Rhipidomys venezuelae Thomas, 1896
- Rhipidomys venustus Thomas, 1900
- Rhipidomys wetzeli Gardner, 1989